# Сёстры (фильм, 1973)
«Сёстры» — независимый фильм, снятый в 1973 году Брайаном де Пальма.

## Сюжет
Главная героиня — модель (Марго Киддер), работающая во Франции и Канаде, чья жизнь омрачается её бывшей сиамской сестрой-близнецом — психотиком. Журналистка-феминистка становится свидетельницей убийства и начинает частное расследование причастности к нему сестёр.

## Создание
Де Пальма был вдохновлён на съёмки этого фильма статьей о советских сёстрах Кривошляповых. В фильме ощущается очень сильное влияние Альфреда Хичкока — Де Пальма даже уговорил композитора Бернарда Херрмана, обычно работавшего с Хичкоком и почти отошедшего от дел, написать музыку к фильму. В фильме также используется необычный приём разделения экрана для отображения одновременно происходящих событий, использованный схожим образом несколькими годами ранее Ричардом Флейшером в ленте «Бостонский душитель».